# AN/PSQ-20
AN/PSQ-20 ENVG（Enhanced Night Vision Goggle：改良型暗視ゴーグル）は、ITT社がアメリカ軍向けに開発したモノキュラー（単眼式）パッシブ暗視装置である。

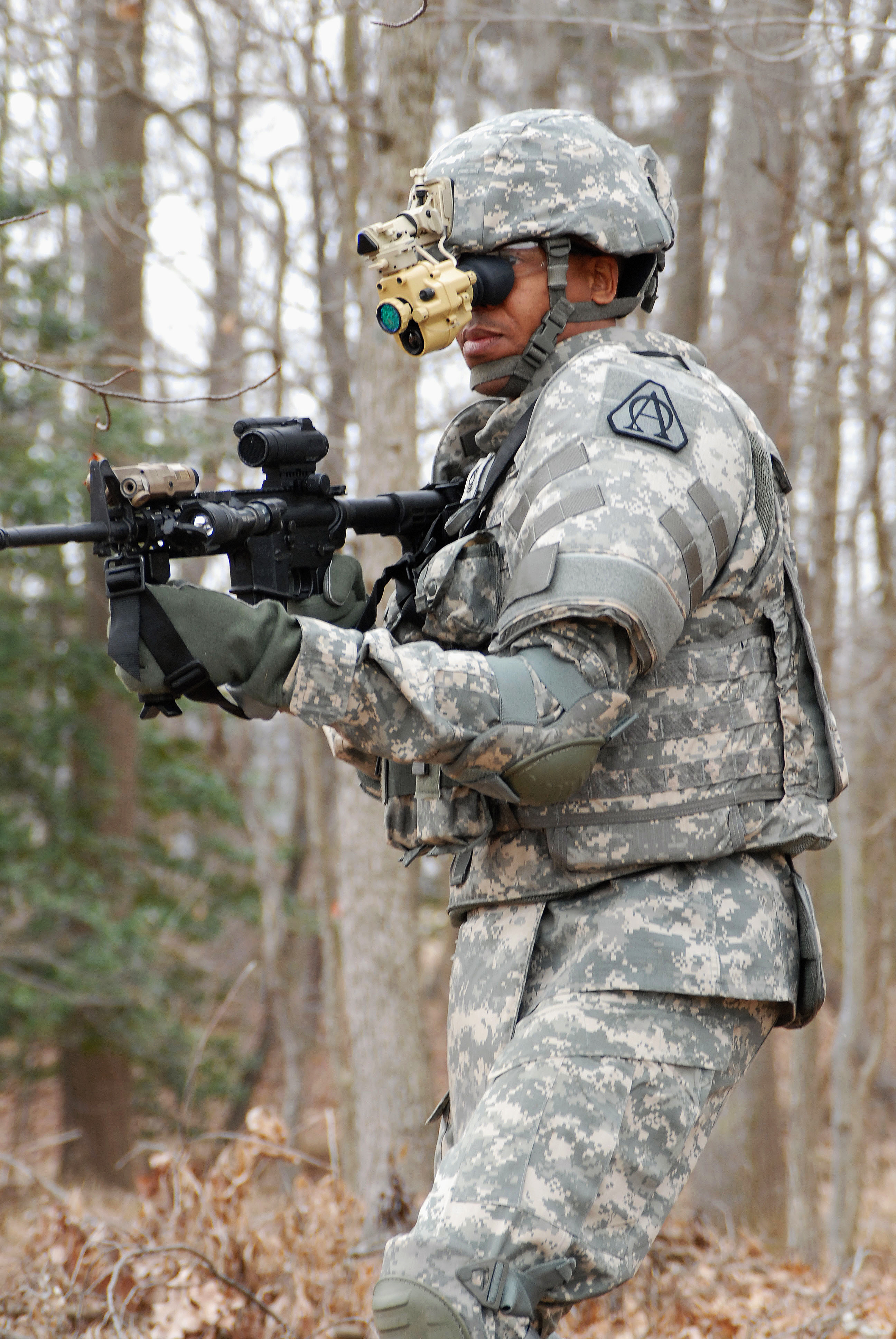
AN/PSQ-20を装着したアメリカ陸軍の兵士

現在の歩兵用暗視装置は、星や月などの微弱な光を増幅して昼間のような視界を得るパッシブ式が主流だが、このようなタイプの暗視装置は光が少ない場所では本来の性能を発揮できないという欠点が存在している。AN/PSQ-20ではその欠点を解決するために、光増幅に加えてサーマルイメージャを搭載することで、光がほとんど無い場所でも使用できるように設計されている。光増幅とサーマルは同時もしくはどちらか片方の機能のみ使用することが可能になっている。
アメリカ陸軍は、2004年にフューチャー・フォース・ウォーリアでのAN/PSQ-20の採用を決定しており、将来的には現在採用されているAN/PVS-7とAN/PVS-14をAN/PSQ-20で代替することを計画している。
すでに2009年から特殊部隊と第10山岳師団への実験配備が行われているが、軽量化や情報の送信を可能にする改良も計画されている。